# 郭诩

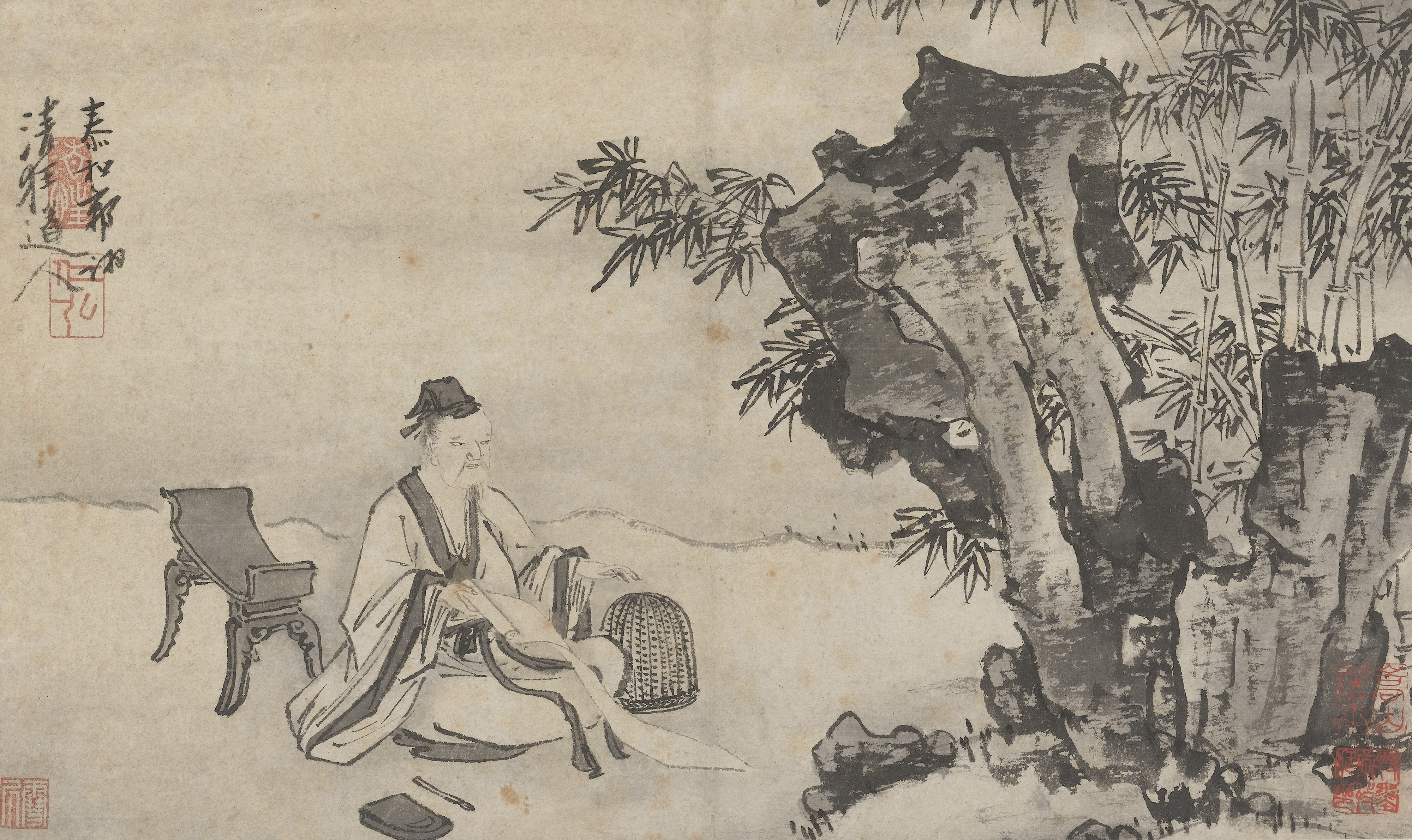
郭詡畫作

郭诩（1456年—1532年），字仁弘，号清狂道人、清狂逸叟，江西泰和南寮（今澄江镇郭义井）人，明代山水人物画家。擅长画山水、人物，兼有粗笔和细笔两种面貌。

## 生平

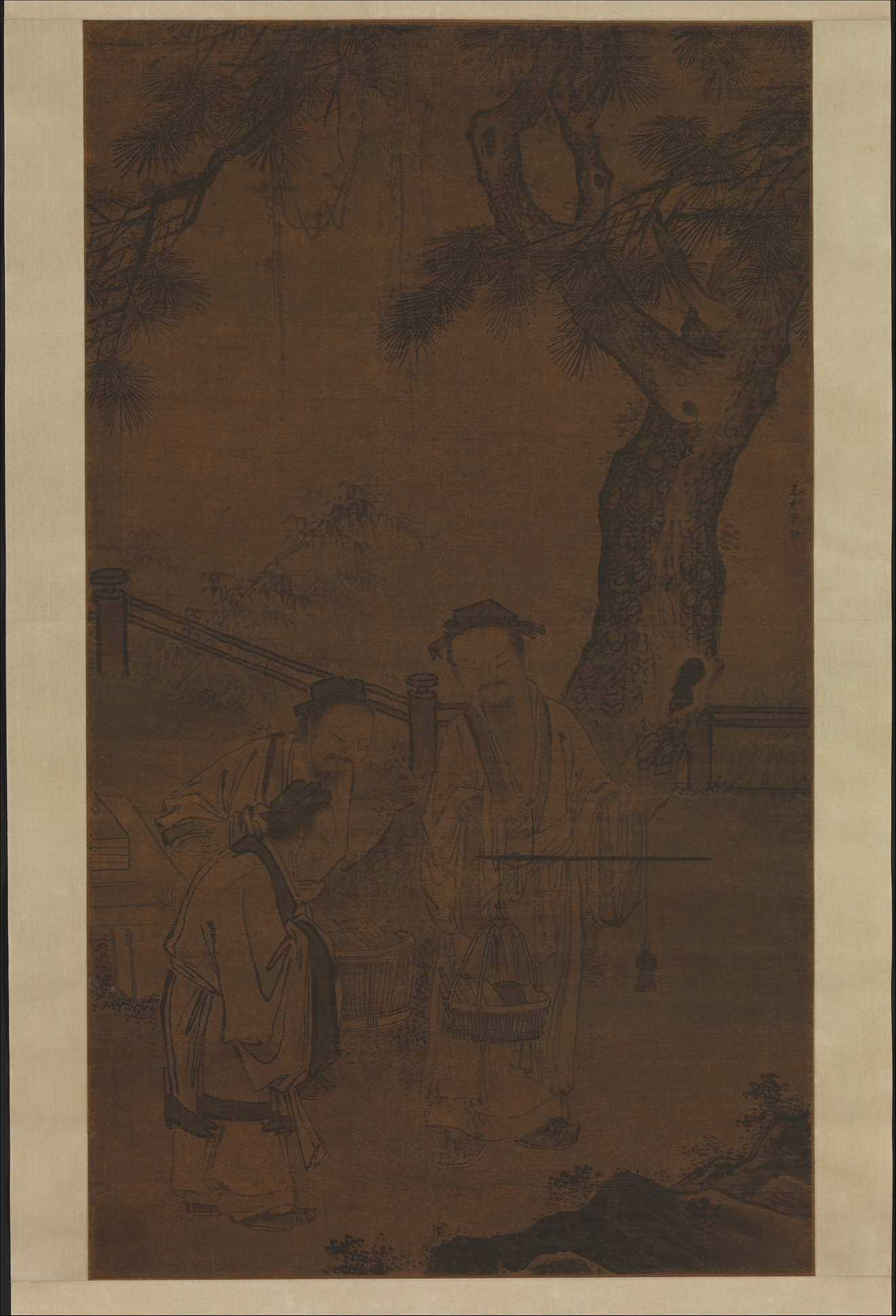
稱書圖

郭诩年少时应科举不第后，转而遍游名山大泽，专志于诗文书画创作中。他在游历当中领悟到“岂必谱也，画在是矣”的现实主义创作思想，“肆意手摹，即成山水”。其画作多有题跋，诗画结合，隽永有致，以致“天下竞传其画，购之百金”。弘治年间，郭诩应诏入京城皇家画院，与江夏吴伟（弘治初授画状元）、姑苏沈周、北海杜堇齐名，延颈原交。为人淡泊名利，宁王朱宸濠、中常侍萧敬等人试图拉拢，都被他其婉言辞谢。士林领袖李梦阳称赞他“居业洁良，不愧逸民”，一代心学大师王阳明也与他交好。
郭诩之画题材广泛，尤擅长山水人物、花鸟牛马，兼有粗笔和工细两种面貌。其水墨写意人物画，风格豪放，采用白描手法，运笔如行云流水，不着颜色而光彩照人。又善杂画小品，用没骨法画花鸟草虫和人物，信手点染，笔墨简括却变化无穷，野趣盎然。七十三岁时，还创作了一幅《磨镜图》。

## 传世作品
郭诩传世作品不多，现存的有：
- 《東山攜妓圖》立軸（1526年），藏於台灣台北國立故宮博物院
- 《谢安游东山图》轴，藏於中國北京故宫博物院
- 《琵琶行图》轴，藏於中國北京故宫博物院
- 《郭诩杂画集》，藏於中國上海博物馆
- 《江夏四景图》，藏于湖北文物店
- 《虢国夫人夜游图》立轴，私藏，“2009胡润当代艺术榜：古代拍品排名 （页面存档备份，存于）”第17名。